# Batoteuthis skolops
Famille
Genre
Espèce
Statut de conservation UICN

 LC  : Préoccupation mineure
Batoteuthis skolops est une espèce de calmar, la seule du genre Batoteuthis, de la famille Batoteuthidae.